# Esrum
Esrum – wieś w Danii, w regionie Region Stołeczny, w gminie Gribskov. Położona w północnej Zelandii, na północ od jeziora Esrum, nad rzeczką Esrum, w połowie drogi pomiędzy Elzynorem a Helsinge. Znana w czasach przedreformacyjnych z jednego z najbogatszych i największych klasztorów w Danii.

## Klasztor w Esrum
Klasztor w Esrum został założony w latach 40. XII w. przez biskupa Eskila z Lund. W 1153 r. klasztor przejęli cystersi sprowadzeni z Clairvaux we Francji. Klasztor w Esrum stał się głównym ośrodkiem cystersów w Danii. Z pierwotnego klasztoru, który został zniszczony w czasach reformacji, pozostało jedynie skrzydło południowe z lat 1350-1450, czyli zabudowania gospodarcze, które były używane przez królów Danii do polowań. Kościół klasztorny, w którym była pochowana królowa Danii Jadwiga ze Szlezwiku, został rozebrany w II poł. XVI w. (1559). Od 1716 r. w części zabudowań poklasztornych stacjonowały 3 kompanie dragonów, ale w 1732 r. i te budynki zostały rozebrane. Później zabudowania klasztorne były użytkowane przez administrację Kronborg Amt (woj. Kronborg), a w 1931 r. przekazane zostały duńskiemu Ministerstwu Spraw Wewnętrznych. Obecnie znajduje się tutaj muzeum.

## Inne
W Esrum znajduje się jeszcze zabytkowy młyn zbudowany w 1869 r. na miejscu dawnego młyna klasztornego, który spłonął. Od 1879 r. znajduje się w rękach prywatnych.
W pobliżu wsi znajduje się jezioro Esrum, jedno z największych w Danii. Głębokość akwenu wynosi 22 m, a jego powierzchnia 1736 ha.